# Furchhausen
Furchhausen is een gemeente in het Franse departement Bas-Rhin (regio Grand Est) en telt 341 inwoners (1999). De plaats maakt deel uit van het arrondissement Saverne.

## Geografie
De oppervlakte van Furchhausen bedraagt 2,9 km², de bevolkingsdichtheid is 117,6 inwoners per km².
De onderstaande kaart toont de ligging van Furchhausen met de belangrijkste infrastructuur en aangrenzende gemeenten.

## Demografie
Onderstaande figuur toont het verloop van het inwonertal (bron: INSEE-tellingen).